# Eliot Zigmund
Victor Eliot Zigmund (New York, 14 aprile 1945) è un batterista statunitense.
Cresciuto a New York, Zigmund ha iniziato a suonare professionalmente la batteria a 16 anni, e studiando al Mannes College of Music e al City College of New York. Ha suonato dal 1975 al 1979 con Bill Evans e in seguito ha suonato per cinque anni in trio con il pianista francese Michel Petrucciani.
È attualmente attivo nel The Spring Jazz Trio, assieme a Paolo Birro e Lorenzo Conte con cui ha pubblicato nel 2003 un disco omonimo.